# Lomisidae
Lomis hirta é uma espécie de crustáceo da infraordem Anomura, com morfologia corporal semelhante aos verdadeiros caranguejos, que pertence ao género monoespecífico Lomis da família monotípica Lomisidae e da superfamília, também monotípica, Lomisoidea. Sendo a única espécie do seu género e família, a espécie tem distribuição natural restrita aolitoral do sul da Austrália, desde Bunbury (Western Australia) ao Estreito de Bass.

## Descrição
L. hirta é um pequeno crustáceo, com 3 cm de comprimento máximo da carapaça, superficialmente apresentando a morfologia corporal típica dos caranguejos, com a carapaça recoberta por uma densa camada de pelos acastanhados que actua como camuflagem quando vista sobre a superfície das rochas sobre as quais a espécie habita.
Preferindo habitats rochosos, o corpo achatado permite que os caranguejos desta espécie se refugiem nas fendas da rochas e em interstícios entre o calhau rolado. Estes animais movem-se lentamente, nunca se afastando dos seus refúgios.
A relação filogenética entre Lomis hirta e as outras famílias da infraordem Anomura tem sido objeto de considerável debate. Diversos grupos têm sido considerados como os parentes mais próximos, entre eles os caranguejos-eremita (Paguroidea), especificamente os caranguejos-reais e o géneros Aegla. Contudo, é consensual que Lomis representa uma instância separada de carcinização.